# Polizeiruf 110: Zehn Rosen
Zehn Rosen ist ein Fernsehfilm aus der ARD-Krimireihe Polizeiruf 110. Der Film wurde vom MDR produziert und wurde am Sonntag, den 10. Februar 2019 erstmals im Ersten ausgestrahlt. Es ist der zehnte Fall für die Magdeburger Ermittlerin Doreen Brasch und der fünfte Fall mit ihrem Partner Dirk Köhler.

## Handlung
Die Arzthelferin in einer psychiatrischen Praxis, Kim Pohlmann, wird in einem verlassenen Hinterhof Magdeburgs tot aufgefunden. Da die Leiche an den Unterschenkeln symbolisch verschnürt ist, vermuten Brasch und Köhler einen Serientäter, denn vor sechs Jahren wurde die Prostituierte Jessica Peschke ermordet und ihre Beine waren vergleichbar gefesselt. Der Verdacht fällt deshalb auf die Blumenverkäuferin Pauline Schilling, die seinerzeit noch als Mann lebte und der Hauptverdächtige gewesen war. Seit einer Geschlechtsangleichung vor einigen Jahren führt Schilling das Leben einer normalen Frau und hat eine feste Beziehung mit dem Sparkassen-Angestellten Sebastian Kwittek. Im Verhör gibt Schilling an, das Opfer Kim Pohlmann nicht zu kennen, bittet jedoch ihren Freund, für sie zu lügen und ihr ein Alibi für die Tatzeit zu geben. Während Köhler Schilling kurz darauf auf die Schliche kommt – sie kannte das Opfer doch –, gerät Jan Freise, mit dem Pohlmann eine Beziehung hatte, ins Visier der Ermittler. Allerdings hatte sich dieser zum Zeitpunkt des Mordes an Jessica Peschke in psychiatrischer Behandlung befunden und so zumindest für den ersten Mord ein sicheres Alibi.
Kurz vor der Befragung Freises war Brasch in einem riskanten Alleingang in dessen Wohnhaus eingestiegen und hatte dort eine große Menge Psychopharmaka sowie einen Kerker entdeckt, in dem sich möglicherweise Kim Pohlmann aufgehalten haben könnte. Da sie das so erlangte Wissen juristisch gegen Freise nicht verwenden kann, sind Brasch und Köhler auf eine offizielle Durchsuchung des Hauses angewiesen, für die sie jedoch aufgrund der vagen Beweislage keine Genehmigung erhalten würden. Brasch und Köhler versuchen daher im Gespräch mit Freise diesen in Widersprüche zu verwickeln und zu einem Geständnis zu bewegen. Das gelingt jedoch nicht und die Ermittler treten weiter auf der Stelle.
Die Stimmung Braschs ist stark unterkühlt, seit ihr Vorgesetzter Uwe Lemp bekanntgegeben hat, dass er pünktlich zum 30-jährigen Dienstjubiläum eine Stelle an der Polizeischule Aschersleben übernehmen möchte. Sein Vorgänger, Ulf Meier, ist mit dem damaligen Fall Schilling/Peschke seit Langem vertraut und überdies ein alter Freund Lemps. Brasch sucht ihn auf und erfährt von den Umständen um die Verhaftung Schillings nach dem Mord an Jessica im Jahr 2012. Paul Schilling stand damals kurz vor der Hormonbehandlung, die dann aber nicht bewilligt wurde. Während der Verhöre hatte man ihm so übel mitgespielt, dass er ein Geständnis abgab. Dieses wurde für nichtig erklärt, als Ulf Meier die Misshandlung zur Anzeige brachte und fortan als „Kollegenschwein“ galt. Versetzt an die Polizeischule, bildet er nun junge Polizeianwärter aus. Während sich Lemp von dem beruflichen Wechsel erhofft, seinen „verlorenen Schatten“ wiederzufinden, zweifelt Brasch sowohl an ihrer beruflich-professionellen Beziehung zu Lemp als auch an der frischen Liebesbeziehung zum Psychologen Wilke, der ihr die Existenz seiner kleinen Tochter verschweigt. Auch Köhler zweifelt, als er durch Zufall von dieser privaten Beziehung erfährt und daher um Wilkes Neutralität besorgt ist. Seine Sorge ist berechtigt, denn Kollegin Brasch neigt nach wie vor zu Alleingängen und teilt ihr Wissen mit Köhler nur bedingt.
Während sowohl Brasch als auch Köhler von einem Serienmord überzeugt sind, erhält Brasch einen anonymen Hinweis, der sie zurück zu Pauline Schilling führt. Beinahe zufällig erfährt sie so von einem „guten Geist“, der vorgibt, eine Schuld von damals wieder gutzumachen. 
Pauline Schilling wurde kurz nach der Verhaftung, Misshandlung und Freilassung von einem Mann kontaktiert, der ihr mit Geld und dem Hinweis auf eine psychiatrische Gutachterin unter die Arme gegriffen und ihr somit zur Geschlechtsangleichung verholfen hatte. Dennoch ist ihr nur die Stimme des Mannes bekannt. Pauline Schilling erklärt Brasch, dass sie ihrem Gönner und Helfer jedes Jahr zum Dank einen großen Blumenstrauss hinstellt, der diesmal jedoch nicht abgeholt wurde. Auch die Telefonnummer dieses Unbekannten erweist sich als Sackgasse. Brasch wähnt sich allerdings auf einer heißen Spur. Sie fährt abermals zu Ulf Meier, wo sie bereits erwartet wird. 
Zu etwa dergleichen Zeit kommt auch Köhler zu der Erkenntnis, dass der Mörder mit den Wadenfesselungen eine Serie nur vortäuschen will, um für den Mord an Jessica Peschke nicht in Verdacht zu geraten. Entsetzt von der Vorstellung, sein Freund Ulf Meier könnte der gesuchte Täter sein, fährt Lemp zusammen mit Köhler Brasch hinterher. Rechtzeitig durchkreuzen sie den tödlichen Plan Meiers, der sich, nachdem er Brasch gegenüber ein Geständnis abgelegt hat, von ihr erschießen lassen will. Brasch verweigert ihm diesen „ehrenwerten Tod“ und geht auf Meiers Forderung nicht ein. Sie lässt sich sogar gegen die gefangene und eine Sprengstoffweste tragende Pauline Schilling auswechseln, wird aber letztendlich durch einen Schuss Lemps auf Meier gerettet. Brasch war davon überzeugt, Meier hätte keinen echten Sprengstoff verwendet, was jedoch ein Irrtum war und sie muss erkennen, dass sie leichtsinnig ihr Leben aufs Spiel gesetzt hatte.
Am Ende muss sich Brasch eingestehen, dass – wieder einmal – Niklas Wilkes Mordthese zutrifft: „So etwas wie Liebe“ hat auch den einsamen Ulf Meier zu zwei Morden veranlasst. Er wollte beide Frauen vor sich selbst beschützen und hat sie am Ende getötet. Kim Pohlmann hatte er extra aus dem Kellerverlies von ihrem Freund Freise befreit. Nachdem dieser sie jedoch gefunden und halbtot geschlagen hatte, wollte Meier sie dann erlösen und erstickte sie.
Lemp muss nun von seinem Vorhaben Abstand nehmen, nach Aschersleben zu wechseln, denn seiner Meinung kann er schlecht die Nachfolge des Mannes antreten, den er gerade erschossen hat. Zusammen mit Brasch und Köhler stößt Lemp auf seinen wiedergefundenen Schatten an.

## Hintergrund
Die Dreharbeiten fanden vom 6. April 2018 bis zum 7. Mai 2018 in Magdeburg statt.

## Rezeption

### Einschaltquoten
Die Erstausstrahlung von Zehn Rosen am 10. Februar 2019 wurde in Deutschland von 7,84 Millionen Zuschauern gesehen und erreichte einen Marktanteil von 21,4 % für Das Erste.

### Kritiken
Christian Buß von Spiegel Online wertete: „Dieser ‚Polizeiruf‘ ist der bislang anspruchsvollste aus dem lange Zeit glücklosen TV-Revier in Sachsen-Anhalt. Drehbuchautor Wolfgang Stauch und Regisseur Torsten C. Fischer hatten schon in der vorherigen Folge milde innovative Akzente gesetzt, hier finden sie einen Weg, das Transgender-Thema in den Sonntagskrimi zu bringen, ohne dass da ein allwissender Erklärbär den Sachverhalt für die ganz Blöden erläutern muss.“
Bei der FAZ urteilte Oliver Jungen: „Zehn Rosen sind ein Bekenntnis, ein Geschenk, Offenbarung einer Schwäche, vielleicht aber auch dorniges Druckmittel oder der Beginn einer Abhängigkeit. Zehn Rosen sind im vorliegenden Fall eine Art Bumerang, ein Freundschaftsangebot, das allmählich welkt, weil niemand sich seiner als würdig erweist.“ „Vieles geschieht [in diesem ‚Polizeiruf‘] in feinsinnig reduzierter Weise: mit Blicken, Gesten, tastenden Worten. Besserwisserische Erklärmonologe gibt es nicht, dafür mitunter Ratlosigkeit. Man nimmt den Protagonisten sogar die eigenen Verkorkstheiten ab, dem besonnenen Köhler die unterdrückte Aggressivität (sie bricht einmal kurz durch), der emotional verhärteten Brasch die Zweifel an der Verlässlichkeit ihrer Mitmenschen.“
Rainer Tittelbach von Tittelbach.tv schrieb: „‚Zehn Rosen‘ ist typisch für diesen Reihen-Ableger, bei dem man immer schon etwas genauer hingucken musste, um seine Qualitäten zu entdecken. Der Film von Torsten C. Fischer biedert sich nicht an beim Zuschauer, besitzt trotz markanter Farbdramaturgie & atmosphärischem Score keine Oberflächen-Sexyness, sondern erzählt mit eigenwilligen Figuren eine eigenwillige Geschichte. Dieser narrativ dichte Film ist ein Fest der psychologischen Zwischentöne & schauspielerischen Nuancen.“
Bei der Süddeutsche Zeitung war Cornelius Pollmer der Meinung: „In welcher Welt wäre es plausibel, dass die Polizei erst beim zweiten Besuch am überschaubaren Tatort nicht ganz unwesentliche Dinge entdeckt, beispielsweise eine schwer nach sexuellem Missbrauch riechende Matratzenecke oder eine blutverschmierte Dusche? Zweitens, das wird man in der Erzählstruktur des Kriminalfilms nie verstehen: Muss es immer so laufen, dass nach Auflösung der TäterInnen-Frage alle Erzählstränge eiligst in der letzten Minute abgebunden werden?“